# Saint-Bonnette
Die Saint-Bonnette ist ein Fluss in Frankreich, der im Département Corrèze in der Region Nouvelle-Aquitaine verläuft. Sie entspringt unter dem Namen Ruisseau de l’Homme Mort im Gemeindegebiet von Clergoux, entwässert generell in westlicher Richtung und mündet nach rund 24 Kilometern südlich von Tulle, an der Gemeindegrenze zu Laguenne, als linker Nebenfluss in die Corrèze.

## Orte am Fluss
- Espagnac
- Saint-Bonnet-Avalouze
- Laguenne
- Tulle